# Kate Current
Kate Current (* 16. Februar 1998 in Cobourg) ist eine kanadische Leichtathletin, die sich auf den 1500-Meter-Lauf spezialisiert hat.

## Sportliche Laufbahn
Erste internationale Erfahrungen sammelte Kate Current bei den Crosslauf-Weltmeisterschaften 2023 in Bathurst, als sie mit der kanadischen Mixed-Staffel in 24:55 min den achten Platz belegte. Im selben Jahr startete sie im 1500-Meter-Lauf bei den Weltmeisterschaften in Budapest und schied dort mit 4:07,23 min in der ersten Runde aus. Im November belegte sie bei den Panamerikanischen Spielen in Santiago de Chile in 4:16,65 min den siebten Platz. Im Jahr darauf schied sie bei den Olympischen Sommerspielen in Paris mit 4:08,91 min in der Hoffnungsrunde aus.
2024 wurde Current kanadische Meisterin in der 4-mal-400-Meter-Staffel.

## Persönliche Bestleistungen
- 1500 Meter: 4:06,91 min, 21. Juni 2024 in Montreal
  - 1500 Meter (Halle): 4:16,96 min, 27. Januar 2024 in New York City